# شانتيل نيوبيري
شانتيل لي نيوبيري (بالإنجليزية: Chantelle Lee Newbery) هي غطاسة أسترالية ولدت في يوم 6 مايو 1977 في مدينة ملبورن في أستراليا، أبرز إنجازاتها هو فوزها بالميدالية الذهبية في دورة الألعاب الأولمبية الصيفية 2004 في أثينا في مسابقة الفردي في 10 متر، كما فازت بالميدالية البرونزية في مسابقة الغطس المتزامن الزوجي من 3 أمتار. في نوفمبر 2009 أعلنت في مجلة ومن داي أنها كانت تعاني من مشاكل نفسية وإكتئاب وأنها حاولت الإنتحار عدة مرات.

## روابط خارجية
- شانتيل نيوبيري على موقع الاتحاد الدولي للسباحة (الإنجليزية)
- شانتيل نيوبيري على موقع قاعدة بيانات الغوص IAT (الألمانية)
- شانتيل نيوبيري على موقع اللجنة الأولمبية الدولية (الإنجليزية)
- شانتيل نيوبيري على موقع أوليمبيديا (الإنجليزية)
- شانتيل نيوبيري على موقع اللجنة الأولمبية الأسترالية (الإنجليزية)
- شانتيل نيوبيري على موقع اتحاد ألعاب الكومنولث (مؤرشف) (الإنجليزية)
- شانتيل نيوبيري على موقع اتحاد ألعاب الكومنولث (مؤرشف) (الإنجليزية)
- شانتيل نيوبيري على موقع دورة ألعاب الكومنولث 2006 (مؤرشف) (الإنجليزية)